# Das Urteil: Mindwarp
Mindwarp ist der zweite Teil des 143. Handlungsstrangs mit dem Titel Das Urteil (The Trial of a Time Lord) der britischen Science-Fiction-Fernsehserie Doctor Who. Er besteht aus 4 Episoden, die vom 4. bis 25. Oktober 1986 ausgestrahlt wurden.

## Handlung
Als weiteren Beweis für die Schuldigkeit des Doktors zeigt der Ankläger (im Original Valeyard) die Erlebnisse des Doktors auf dem Planeten Thoros Beta, die dieser kurz vor Beginn des Prozesse erlebt hat.
Der Doktor und Peri sind auf dem Planeten Thoros Beta gelandet, um herauszufinden, wer für den Bau grausamer Waffen verantwortlich ist, mit deren Hilfe das Königshaus auf Thordon gestürzt wurde. In einem Höhlensystem des Planeten beobachtet der Doktor Sil, einen Waffenhändler der Mentoren, wie dieser zusammen mit dem Wissenschaftler Crozier den König der Mentoren Kiv rettet. Dieser leidet an einer seltenen Krankheit, wodurch sein Gehirn immer größer wird und die ihm qualvolle Kopfschmerzen bereitet. Als der Doktor und Peri entdeckt werden, können sie mithilfe von Croziers Versuchsgeschöpf Ycranos, dem König des Kriegervolkes der Krontep, fliehen und sich weiter in das Höhlensystem zurückziehen.
Als die drei versuchen, Sils Wachen zu überrumpeln, hintergeht der Doktor die Gruppe und Ycranos und Peri sind gezwungen zu fliehen. Auf der Flucht trifft Peri auf Matrona Kani, Kivs persönlicher Dienerin, die sie vor den Wachen rettet und als eines der Dienstmädchen der Mentoren verkleidet.
Zur selben Zeit hat sich der Doktor mit den Mentoren gut gestellt und wird von Sil und Kiv zu einem Bankett geladen, auf dem sich auch Peri befindet. Der Doktor entlarvt Peri und wird von Kiv damit beauftragt, sie zu verhören, um rauszufinden, wo sich König Ycranos befindet. Als der Doktor und Peri allein sind, gesteht dieser, dass der Verrat ein Teil seines Plans war herauszufinden, was die Mentoren vorhaben, und dass die Waffen auf Thordon von ihnen stammen. Doch bevor der Doktor Peri befreien kann, wird das Verhör von Crozier unterbrochen, der den Doktor näher untersuchen möchte, um herauszufinden, ob Kivs Gehirn in seinem Schädel Platz hat.
Auf dem Weg zu Croziers Labor rettet Ycranos Peri und versucht den Doktor für seinen Verrat zu töten, was Peri verhindern kann. Während Peri und Ycranos flüchten, kehrt der Doktor zurück zu Crozier, wo der Wissenschaftler herausfindet, dass der Schädel des Doktors ungeeignet für die Gehirntransplantation ist. Der Doktor bietet trotzdem seine Hilfe an, die Maschine, die zur Transplantation der Gehirne vorgesehen ist, zu verbessern, damit diese nicht das Gehirn selbst, sondern nur den Verstand in einen neuen Körper überträgt. Begeistert von der Idee stimmt Sil zu und schickt Croziers Leute an die Oberfläche des Planeten, um einen geeigneten Körper für Kiv zu holen.
Bei dem Versuch, eines der Waffenlager der Mentoren zu überfallen, werden Peri und König Ycranos erneut gefangen genommen und Ycranos beginnt Gefühle für Peri zu entwickeln.
Obwohl der erste Versuch, Kivs Verstand in einen neuen Körper zu übertragen, gelingt, leidet dieser trotzdem zunehmend an Kopfschmerzen, woraufhin Crozier feststellt, dass die Körper der Mentoren ungeeignet für Kivs Verstand seien. Nach mehreren Tests findet er aber heraus, dass Peris Körper und Gehirn optimal wären, und bereitet die Übertragung vor. Zur selben Zeit gelingt es dem Doktor, König Ycranos zu befreien, und er kann ihn davon überzeugen, dass er auf seiner Seite ist, als die beiden sich aber zusammen mit einigen anderen befreiten Gefangenen auf den Weg zu Croziers Labor machen, um Peri zu retten, wird der Doktor von einem Energiestrahl erfasst, der ihn zurück in seine TARDIS zieht. Wie sich herausstellt, handelt es sich bei dem Energiestrahl um einen Traktorstrahl der Time Lords, die ihn aus dem Geschehen auf Thoros Beta entfernt haben, um ihn von seiner Einmischung abzuhalten.
Als König Ycranos das Labor erreicht, muss er mit Entsetzen feststellen, dass die Übertragung von Kivs Verstand in Peris Körper abgeschlossen ist. Zornerfüllt beginnt Ycranos damit, das Labor mithilfe einer Strahlenwaffe der Mentoren zu vernichten.
Im Gerichtssaal muss der Doktor feststellen, dass die Time Lords dafür verantwortlich sind, dass viele Unschuldige, darunter auch seine Begleiterin Peri, auf Thoros Beta gestorben sind. Der Ankläger weist den Vorwurf aber ab, indem er dem Doktor und hohen Gericht verständlich macht, dass durch das Entfernen des Doktors aus den Geschehnissen eine weit größere Katastrophe abgewendet werden konnte. Der Doktor sieht hinter den Aussagen des Anklägers eine Verschwörung gegen sich und setzt sich zum Ziel, im weiteren Verlauf des Prozesses herauszufinden, um was es sich dabei handelt.

## Produktion
Die Musik zu diesen Episoden sollten ursprünglich von Malcolm Clarke komponiert werden, da dieser aber nicht verfügbar war, heuerte Produzent John Nathan Turner den Filmmusikkomponisten Richard Hartley an, der bis dahin der einzige Komponist war, der an der Serie arbeitete und nicht aus dem BBC Radiophonic Workshop stammte. Aufgrund dessen wurden die ursprünglichen Aufnahmen der Musik auch nicht aufbewahrt und wurden nach der fertigen Abmischung der Tonspur der Folgen entsorgt. Die Mindwarp-Episoden sind daher einige der wenigen Doctor-Who-Folgen, zu denen es keine isolierte Musikspur auf Heimvideoveröffentlichungen gibt.

## Einschaltquoten
1. The Trial of a Time Lord – Part 5: 4,8 Millionen Zuschauer
2. The Trial of a Time Lord – Part 6: 4,6 Millionen Zuschauer
3. The Trial of a Time Lord – Part 7: 5,1 Millionen Zuschauer
4. The Trial of a Time Lord – Part 8: 5,0 Millionen Zuschauer

## Besetzung und Synchronisation
Die Synchronisation der Geschichte übernahm H.W. Film in München unter der Regie von Hendrik Wiethase, der auch das Dialogbuch verfasste.
| Rolle                     | Schauspieler     | Synchronsprecher     |
| ------------------------- | ---------------- | -------------------- |
| Der (6.) Doktor           | Colin Baker      | Michael Schwarzmaier |
| Perpugilliam „Peri“ Brown | Nicola Bryant    | Maria Böhme          |
| Ankläger (Valeyard)       | Michael Jayston  | Fred Maire           |
| Vorsitzende (Inquisitor)  | Lynda Bellingham | Marion Hartmann      |
| König Yrcanos             | Brian Blessed    | Manfred Erdmann      |
| Sil                       | Nabil Shaban     | Michael Rüth         |
| Kiv                       | Christopher Ryan | Bruno W. Pantel      |
| Crozier                   | Patrick Ryecart  | Randolf Kronberg     |
| Matrona Kani              | Alibe Parsons    | Daniela Arden        |
| Frax                      | Trevor Laird     | Arnim André-Rohleder |
| Lukoser                   | Thomas Branch    | Hendrik Wiethase     |
| Tuza                      | Gordon Warnecke  | Manou Lubowski       |
| Mentor                    | Richard Henry    | Werner Abrolat       |

## Veröffentlichung
In England wurde eine Romanversion der Geschichte, geschrieben von Philip Martin, im Juni 1989 durch Target Books veröffentlicht, wobei mehrere neue Szenen hinzugefügt wurden, darunter auch eine Szene, die beschreibt, dass Peri und Ycranos die Ereignisse auf Thoros Beta überlebt haben. Dabei wurden für die 4 Folgen der Titel Mindwarp verwendet. 1993 folgte eine Veröffentlichung auf VHS, zusammen mit den anderen 10 Teilen des Handlungsstrangs, als The Trial of a Time Lord Box Set und am 29. September 2008 folgte eine DVD-Box aller 14 Folgen unter demselben Titel.
In Deutschland wurden die 4 Episoden vom 7. bis 10. Februar 1995 in deutscher Erstausstrahlung gezeigt. Auf DVD erschienen die Folgen am 29. Juli 2016 als Teil des DVD-Sets Doctor Who – Der sechste Doktor: Volume 3. Dabei erhielten sie den Beititel Mindwarp.

## Trivia
- Schauspieler Deep Roy hatte als Abgesandter vom Planeten Posicar in der vierten Folge von Mindwarp einen unaufgeführten Gastauftritt. Zuletzt spielte er 1977 eine andere Rolle in der Serie im Serial The Talons of Weng-Chiang.